# جنگجوی یخی
جنگجویان یخی یک نژاد فرازمینی ار نوع خزنده شبه انسانی است که در سریال بریتانیایی دکتر هو وجو دارد.